# Хутор Маяковского
Маяковского — хутор в Аксайском районе Ростовской области.
Входит в состав Ленинского сельского поселения.

## География
Расположен в 20 км (по дорогам) южнее районного центра — города Аксай.
Мимо хутора проходит дорога М4 «Дон».

### Улицы
- пер. Почтовый
- ул. Заводская
- ул. Маяковского
- ул. Почтовая

## Население
| 1989 | 2002 | 2010 |
| ---- | ---- | ---- |
| 278  | ↗303 | ↗465 |